# Braux (Aube)
 Braux  es una población y comuna francesa, en la región de Champaña-Ardenas, departamento de Aube, en el distrito de Bar-sur-Aube y cantón de Chavanges.

## Demografía
| 187 | 160 | 144 | 124 | 132 | 121 |
| Para los censos de 1962 a 1999 la población legal corresponde a la población sin duplicidades (Fuente: INSEE [Consultar]) |     |     |     |     |     |